# Ковальчук, Виктория Владимировна
Викто́рия Влади́мировна Ковальчу́к (укр. Вікторія Володимирівна Ковальчук; 26 января 1954, Ковель, УССР — 4 апреля 2021) — советская и украинская художница-график, иллюстратор, дизайнер, литератор. Жила и работала во Львове.

## Биография
Виктория Ковальчук родилась в 1954 г. в г. Ковеле Волынской области.
Её отец Владимир Петрович, государственный служащий, мать Мария Петровна — медработница.
Любовь к рисованию у Виктории проявилась с самого раннего возраста, она с детства посещала различные художественные кружки, в 12 лет поступила в вечернюю художественную школу.
В 1961—1971 годах училась в престижной с математическим уклоном 52-й средней школе г. Львова.
Параллельно с рисованием увлекалась сочинительством. Была активным членом литературного кружка при Областном Дворце пионеров. За рассказ «Мыролька» стала победительницей областного литературного детского конкурса (1968).
Виктория Ковальчук получила воспитание и образование в русскоязычной среде г. Львова и потому свои сказки, новеллы, притчи и повести писала на русском языке, что усложняло их публикацию на Украине.
Сказки «Шинель» (Львов, газета «Львовская правда», 9 мая 1991 г.), «История статуи» (Львов, газета «Молода Галичина», № 26 (6445) 1991 г., Москва, Российская католическая газета «Свет Евангелия», № 44, 1997 г.), «Сказка о вороне, которая хотела остаться чёрной» (Львов, газета «Высокий замок», 5 октября 1991 г.), «Подснежники» (Львов, газета «Высокий замок», 14 января 1992 г.), цикл новелл «Выйди на дорогу с рассветом» (Львов, газета «Высокий замок» № 3(240) № 5(242), № 7(244) 1993 г.), «Две сказки на одну тему» (в украинском переводе — «Про короля Пирога i мружливу Скупиндру», газета «Высокий Замок» 19 сентября 1996 г.), «Победитель» (Львов, газета «Высокий замок» 27 марта 2003 г.) — это неполный перечень опубликованных в периодике произведений.
В 1972—1978 годах училась в Украинском полиграфическом институте им. Ивана Фёдорова.
После окончания института некоторое время работала завкабинетом книги кафедры оформления и иллюстрирования книги Украинского полиграфического института, завотделом художественного оформления издательства «Вища школа», художницей Государственного издательства «Каменяр», старшим преподавателем кафедры «изобразительное искусство — графика» Украинской академии дизайна. Но большую часть жизни — свободная художница, работающая на отечественные и зарубежные издательства.
Оформила около 200 книг различных жанров, среди них более 30 книг для детей. Дипломантка республиканских и всесоюзных конкурсов «Искусство книги», международных художественных выставок.
Разработала оригинальное оформление украинского Букваря, который получил Диплом І степени на Всеукраинском конкурсе «Мистецтво книги» (2000) и был назван лучшей книгой года. Букварь выдержал 9 переизданий общим тиражом более 200 000 экземпляров.
Четыре года художница кропотливо работала над книгой, посвящённой народной одежде «Український стрій» (1990—1994 гг.), собирала полевой материал по всей стране, разработала оригинальную концепцию для научно-популярных иллюстраций. Шесть лет книга «искала своего издателя». Вышла в 2000 году небольшим тиражом. В 2001 году была признана лучшей книгой года.
В 1999 году Львовское телевидение сняло фильм «Поэтический театр Виктории Ковальчук» (режиссёр Е. Г. Бондаренко).
Член Национального союза художников Украины.
Скончалась 4 апреля 2021 года от осложнений, вызванных коронавирусной инфекцией.

## Творчество
Творческий девиз Виктории Ковальчук: «Художник вестник, а не садовник собственной гордыни». Метод — мифический реализм. Большое влияние на творчество оказали — символизм, футуризм, народный примитив. Последних 2-3 года художница работает над собственным направлением, которое называет «приколизмом» — своеобразный протест на цивилизацию потребления, упаднические мотивации постмодернизма.
Проживая почти безвыездно во Львове, художница любит странствовать в мире книг, философий, культур. Её глубокое увлечение фольклором, в особенности традициями, обычаями, верованиями гуцулов, бойков, лемков — этническими группами, населяющими Украинские Карпаты, в большой мере сформировало стиль и образную структуру её работ. Художнице близки идеи панславянизма и славянофильства.
Условно творчество художницы можно поделить на несколько периодов:
1. этнопериод с элементами сюрреализма,
2. «восточный» период, серия медитативных рисунков «Обрывки дороги», созданных под влиянием буддизма, индуизма,
3. мифический реализм, попытка визуализировать свойства человеческой души, образный язык Маркеса, Борхеса, Кобо Абе, Германа Гессе,
4. «приколизм» — ответ вульгарному материализму, механистической цивилизации с культом наживы и насилия.

## Использованная литература
1. Г. С. Островский, А. И. Попов. Корни и крона — Львов, Издательство при Львовском государственном университете издательского объединения «Выща школа», 1989
2. Я. Гаян. Чудо писанкового мира (слово по художника), Моноиздание «Благослови мама» — Киев, Веселка, 2001
3. Ирина Бондаренко. Сто одиннадцатая книга, первый букварь …// Діло № 4, 9 февраля 1998
4. Наталка Поклад. С чистой душой // Слово Просвіти , 9-15 сентября 2004
5. Алла Носова. Современная сказка про деревья похожие на птиц // Молодь України, 22 июля 1987
6. А. Петрова. Деревья похожие на птиц // Зірка, 25 декабря 1986
7. Анатолий Попов. Кистью и словом // Высокий замок, 5 января 1993
8. Ирина Ермак. «Сегодня я не так бы рисовала Рождество …» // Парафіяльна газета, декабрь 2001
9. Г. Островский. Важен каждый штрих // Друг читача, 25 апреля 1985
10. Анатолий Попов. Мои птицы будут летать над миром … // Высокий замок, 25-27 июля 1997
11. Ирина Бондаренко. Шедевры не горят … Но и не выдаются // Высокий замок, 14 июля 1998
12. Анатолий Попов. Умножая славу Львова // Львовская правда, 16 мая 1990
13. О. Прокип. Мир образов и цвета // Вільна Україна, 8 июня 1988
14. Светлана Гавриляк. Жизнь прекрасна! // Жіночі секрети, № 5 1996
15. Валентина Бузилэ. Сказки добрых старушек // Куба, № 2 1981
16. Э. Каменщик. Букварь // Книжковий світ, № 2(5) 1996
17. Наталия Оболенская. Коктебель красками мира // Міжнародний туризм, декабрь-январь № 6(84) 2008